# Gammelsdorf
Gammelsdorf là một đô thị thuộc huyện Freising trong bang Bayern nước Đức. Đô thị Gammelsdorf có diện tích 21,63 km², dân số thời điểm 31 tháng 12 năm 2006 là 1525 người.
Năm 1313, đây là nơi xảy ra trận Gammelsdorf.